# Gaby Nestler
Gaby Nestler (16 febbraio 1967) è un'ex fondista tedesca orientale.

## Biografia
In Coppa del Mondo ottenne il primo risultato di rilievo il 25 febbraio 1984 a Falun (20ª) e l'unica vittoria, nonché primo podio, l'11 gennaio 1986 a Les Saisies.
In carriera prese parte a due edizioni dei Campionati mondiali, vincendo una medaglia.

## Palmarès

### Mondiali
- 1 medaglia:
  - 1 bronzo (staffetta[1] a Seefeld in Tirol 1985)

### Coppa del Mondo
- Miglior piazzamento in classifica generale: 6ª nel 1986
- 2 podi (entrambi individuali[2])[3]:
  - 1 vittoria
  - 1 secondo posto

#### Coppa del Mondo - vittorie
| Data            | Località    | Nazione | Spec.    |
| --------------- | ----------- | ------- | -------- |
| 11 gennaio 1986 | Les Saisies | Francia | 10 km TL |

Legenda:

TL = tecnica libera